# Luksemburski Komitet Olimpijski
Luksemburski Komitet Olimpijski (fr. Comité Olympique et Sportif Luxembourgeois), COSL – organizacja sportowa koordynująca luksemburskie organizacje sportowe, funkcjonująca jako Narodowy Komitet Olimpijski Luksemburga oraz Narodowy Komitet Paraolimpijski Luksemburga.
W 1912 roku Luksemburski Związek Towarzystw Gimnastycznych i Federacja Luksemburskich Stowarzyszeń Atletycznych koordynująca luksemburskie zawody atletyczne, piłkarskie i kolarskie podpisały umowę powołującą Luksemburski Komitet Olimpijski. W tym samym roku komitet został członkiem Międzynarodowego Komitetu Olimpijskiego. 
W 1925 roku Komitet został zreorganizowany na instytucję liczącą siedem narodowych federacji sportowych. W 2015 roku Komitet zrzeszał 61 federacji.
Luksemburscy członkowie MKOl
- Maurice Pescatore (1910–1929)
- Jan, wielki książę Luksemburga (1946–1988)
- Henryk, wielki książę Luksemburga (1988– )

Przewodniczący Luksemburskiego Komitetu Olimpijskiego
- Robert Brasseur (1912–1922)
- Maurice Pescatore (1922–1925)
- Gustave Jacquemart (1925–1950)
- Paul Wilwertz (1950–1970)
- Prosper Link (1970–1972)
- Josy Barthel (1973–1977)
- Gérard Rasquin (1977–1989)
- Norbert Haupert (1989–1999)
- Marc Theisen (1999–2012)
- André Hoffmann (2012– )